# Мадсен, Петер (изобретатель)
Петер Мадсен (дат. Peter Langkjær Madsen; род. 12 января 1971) — осужденный за убийство датский изобретатель, предприниматель, соучредитель некоммерческой организации Copenhagen Suborbitals (которую он покинул в 2014 году), а также основатель и генеральный директор RML Spacelab ApS.
Мадсен был арестован 12 августа 2017 года по подозрению в причастности к гибели шведской журналистки Ким Валль; 25 апреля 2018 года приговорён к пожизненному заключению.

## Биография
Петер Мадсен родился и вырос в посёлке Cэби в коммуне Калуннборг рядом с Копенгагеном. Когда Мадсену было шесть лет, его родители расстались и Петер остался с отцом. Именно отец привил Петеру любовь к ракетам. Мадсен учился в нескольких университетах, но ни один не закончил. Он занялся строительством подводных лодок и ракет, эта работа была главной его страстью. 

### Проекты

#### Подводные лодки
Мадсен построил три подводные лодки: UC1 Freya, UC2 Kraka и UC3 Nautilus. Последняя из них — сверхмалая подводная лодка, запущенная 3 мая 2008 года в Копенгагене, Дания. Создание подводной лодки заняло около трёх лет и обошлось примерно в 200 000 долларов США (1,5 млн датских крон).

#### Copenhagen Suborbitals
1 мая 2008 года Мадсен основал компанию Copenhagen Suborbitals. В июне 2014 года он покинул проект. Мадсен отвечал за запуск системы, стартовую площадку и усилитель ракетных двигателей.

#### Rocket Madsen Space Lab
В июне 2014 года Мадсен создал космическую лабораторию Rocket Madsen Space Lab[en]. Целью проекта стала разработка и строительство пилотируемых космических кораблей. С 2016 года велась разработка космической ракеты-носителя Nano с использованием венчурных инвестиций.

### Убийство шведской журналистки
12 августа 2017 года Мадсен был арестован по подозрению в убийстве шведской журналистки Ким Валль, которую последний раз видели живой на борту подводной лодки UC3 Nautilus, утонувшей 11 августа. Позже было найдено тело журналистки. Мадсен несколько раз менял свои показания: сначала он утверждал, что высадил Валль и продолжил путешествие в одиночку, а после нахождения части тела заявил, что журналистка погибла на борту лодки вследствие несчастного случая, а он лишь выбросил тело за борт.
Судебный процесс по делу Мадсена начался 8 марта 2018 года. 25 апреля того же года приговорён к пожизненному заключению. В декабре 2018 года подводная лодка Nautilus была уничтожена по решению суда.

### Тюремное заключение
В январе 2020 года, находясь в тюрьме, Мадсен вступил в брак с российской политической активисткой Дженни Курпен (род. 1981), матерью двоих детей, получившей политическое убежище в Финляндии. В апреле 2022 на своей странице Facebook Дженни Курпен сообщила, что наконец-то развелась с Петером Мадсоном.
20 октября 2020 года Мадсен, содержавшийся в тюрьме Херстедвестер на окраине Копенгагена, захватил в заложники женщину-психолога. Охрана выпустила его из тюрьмы, чтобы не подвергать опасности жизнь заложницы. Мадсен пытался уехать на белом минивэне, но недалеко от тюрьмы его окружила полиция. Мадсен был задержан, заложница была освобождена.